# Jeroen Akkermans

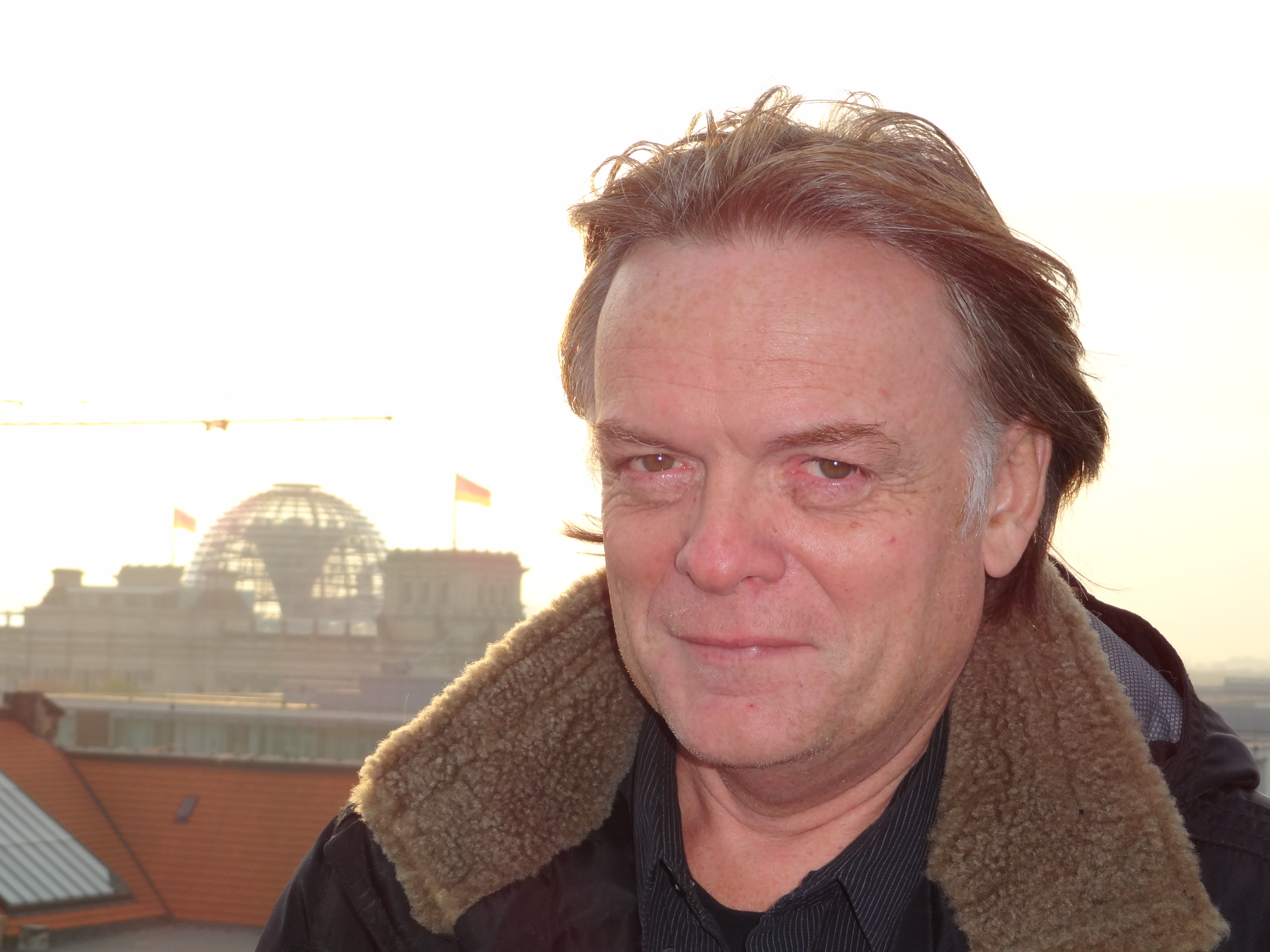
Jeroen Akkermans

Jeroen Akkermans (* 1963) ist ein niederländischer Journalist, Auslandskorrespondent und Dokumentarfilmer.

## Werdegang
Akkermans begann im Jahr 1990 seine Karriere als Produzent, Redakteur und Reporter der Europaredaktion von RTL News in Luxemburg. Anschließend war er als Korrespondent in Moskau tätig. Bereits zuvor hatte er Erfahrungen bei Super Channel, Reuters TV und European Business Today gesammelt. Seit 2001 arbeitete er von Berlin aus. Für seine Reportagen und als Korrespondent für RTL News reiste er quer durch Deutschland, Osteuropa und die Balkanstaaten. In Russland drehte er den Dokumentarfilm Geiseln des Gulag („Gijzelaars van de Goelag“).
Von 1996 bis 2001 war Akkermans Korrespondent in London. Am 12. August 2008 wurde Akkermanns während eines russischen Bombenangriffs in der georgischen Stadt Gori am Bein verwundet. Sein Kollege, der 39 Jahre alte Kameramann Stan Storimans, kam bei dem Angriff ums Leben. Im Jahr 2009 kam Akkermans zurück nach Georgien und machte einen Dokumentarfilm über den Tod Storimans, der die Fakten des Raketenangriffs am 12. August 2008 zusammenfasst. Akkermans verklagte zusammen mit der Witwe von Stan Storimans und georgischen Überlebenden des Angriffs auf Gori Russland am Gerichtshof für Menschenrechte in Straßburg. Akkermans suchte im Jahr 2014 auch mehrfach die Stelle des Absturzes von Malaysia-Airlines-Flug 17 in der Ostukraine auf, wo er Evidenzen, die für einen Raketenabschuss sprachen, sammelte.

## Werke (Auswahl)
- 1995: Geiseln des Gulag (Gijzelaars van de Goelag, Dokumentarfilm), OCLC 69090771.

Schriften
- Heimwee naar de gevangenis. RTL 4, Hilversum 2002, OCLC 202159358, (Dossier).
- Interview – Geliefde vraagbaak. (Artikel). Nederlandse Natuurkundige Vereniging Nr. 5, Amsterdam 2008, ISSN 0926-4264, OCLC 227023429.
- Er zijn grenzen : 20 jaar correspondent in Europa. Nieuw Amsterdam, Amsterdam 2009, ISBN 978-90-468-0422-3.

## Auszeichnungen
- Im Jahr 1994 erhielt er den Dick Scherpenzeel Preis für seine Berichterstattung über den Krieg in Tschetschenien.[5]